# Сорокин, Павел Васильевич

Бюст на Аллее Героев в Наровчате

Павел Васильевич Сорокин (1919, Ржавка, Оренбургская область — 31 октября 1943, Недайвода, Днепропетровская область) — советский военный. Участник Великой Отечественной войны. Герой Советского Союза (1944).

## Биография
Родился в 1919 году в селе Ржавка Новосергиевского района Оренбургской области в крестьянской семье. Окончил 8 классов. Работал продавцом, позднее бухгалтером.
В 1938 году призван в Красную армию. В 1941 году поступил в танковую школу в Чирчике. С января 1942 года на фронте.
Воевал на Западном, Воронежском, Степном, 2-м Украинском фронтах, участвовал в обороне Москвы и Воронежа. Командовал взводом 1438-го самоходного артиллерийского полка 18-го танкового корпуса в 5-й гвардейской танковой армии. Член ВКП(б) с 1943 года.
31 октября 1943 года в ходе оборонительных боёв на реке Ингулец в районе города Кривой Рог самоходное орудие лейтенанта Сорокина и наводчика старшего сержанта А. И. Рората приняло неравный бой.
В наградном листе, подписанном командующим 5-й гвардейской танковой армией генерал-полковником П. А. Ротмистровым, сказано:
…В боях за социалистическую Родину с немецко-фашистскими захватчиками лейтенант Сорокин проявил геройство и доблесть. Он своим самоходным орудием вступил в бой против 26 танков и самоходных орудий противника. В этом бою уничтожил 4 средних танка, 2 самоходных орудия «фердинанд», разбил 6 противотанковых орудий, 4 автомашины с мотопехотой противника. Более 100 трупов вражеских солдат и офицеров осталось на поле боя. Своими действиями помог нашим обороняющимся частям восстановить прежнее положение на этом участке фронта. Погиб на боевом посту в машине.
Похоронен в братской могиле в селе Недайвода Криворожского района Днепропетровской области.

### Альтернативная биография
В некоторых источниках изложена иная биография Павла Сорокина. Согласно им он родился в селе Кадыковка Наровчатского района Пензенской области, окончил 7 классов. Обучения проходил в Пензенском артиллерийском училище. На фронт попал только в апреле 1943 года.

## Награды
- Герой Советского Союза (17 мая 1944 года, посмертно);
- орден Ленина (17 мая 1944 года, посмертно).

## Память
- Бюст Павла Сорокина установлен в селе Наровчат на Аллее Героев — уроженцев и жителей Наровчатского района Пензенской области.